# Repedea (okręg Marmarosz)
Repedea (ukr. Кривий, Krywyj) – wieś w Rumunii, w okręgu Marmarosz, w gminie Repedea. W 2011 roku liczyła 4716 mieszkańców.